# Шеврери
Шеврери (фр. Chèvrerie) насеље је и општина у западној Француској у региону Поату-Шарант, у департману Шарант која припада префектури Ангулем.
По подацима из 2011. године у општини је живело 136 становника, а густина насељености је износила 29,5 становника/km². Општина се простире на површини од 4,61 km². Налази се на средњој надморској висини од 126 метара (максималној 134 m, а минималној 109 m).

## Демографија
| 1962. | 1968. | 1975. | 1982. | 1990. | 1999. | 2011. |
| ----- | ----- | ----- | ----- | ----- | ----- | ----- |
| 122   | 140   | 152   | 168   | 149   | 152   | 136   |

График промене броја становника у току последњих година